# Rayville (Louisiana)
Rayville és una població dels Estats Units a l'estat de Louisiana. Segons el cens del 2000 tenia 4.234 habitants.

## Demografia
Segons el cens del 2000, Rayville tenia 4.234 habitants, 1.504 habitatges, i 1.004 famílies. La densitat de població era de 726,6 habitants/km².
Dels 1.504 habitatges en un 36,6% hi vivien nens de menys de 18 anys, en un 28,5% hi vivien parelles casades, en un 34,3% dones solteres, i en un 33,2% no eren unitats familiars. En el 30,1% dels habitatges hi vivien persones soles el 14,7% de les quals corresponia a persones de 65 anys o més que vivien soles. El nombre mitjà de persones vivint en cada habitatge era de 2,65 i el nombre mitjà de persones que vivien en cada família era de 3,32.
Per edats la població es repartia de la següent manera: un 32,3% tenia menys de 18 anys, un 10,4% entre 18 i 24, un 22,8% entre 25 i 44, un 16,7% de 45 a 60 i un 17,8% 65 anys o més.
L'edat mediana era de 32 anys. Per cada 100 dones de 18 o més anys hi havia 66,3 homes.
La renda mediana per habitatge era de 14.309 $ i la renda mediana per família de 16.480 $. Els homes tenien una renda mediana de 21.000 $ mentre que les dones 16.107 $. La renda per capita de la població era de 8.589 $. Entorn del 44,2% de les famílies i el 48,8% de la població estaven per davall del llindar de pobresa.

## Poblacions més properes
El següent diagrama mostra les poblacions més properes.